# 少年世界
『少年世界』（しょうねんせかい）は、巖谷小波を主筆として1895年（明治28年）1月に創刊し、1933年（昭和8年）頃まで博文館が出版した、少年向け総合雑誌。

## 経緯
博文館はすでに盛業だったが、少年向け雑誌は少年園社の『少年園』や学齢館の『少国民』の先行を許していた。それは博文館が『日本之少年』『幼年雑誌』『学生筆戦場』の3雑誌と『少年文学』『幼年玉手箱』の2叢書を手広く出していたせいでもあったので、それらを統合し、京都で『日出新聞』の小説主筆をしていた巖谷小波を主筆に迎え、
1895年（明治28年）1月に、『少年世界』を創刊した。日清戦争の勝利が見えていた時期である。
小波は4年前、上記少年文学叢書の第1編に『こがね丸』を書き、童話作家の地位を固めていた。武内桂舟が絵画主任を勤め、五姓田芳柳・水野年方も描いた。武田桜桃が編集の助筆だった。
初めは月2回、1901年（明治34年）から月刊。菊判、120ページ。論説・小説・史伝・科学・遊戯・文学・学校案内・遊覧案内・図書案内・時事・投書欄など総合な内容で、初め小学生・中学生を対象としたが、半年後に幼年欄を、1年半後に少女欄も設けた。
主筆の小波が、毎号の巻頭にお伽話を載せたほか、年齢順に、依田学海、幸堂得知、大和田建樹、松村介石、宮崎三昧、広津柳浪、森田思軒、箕作元八、巌本善治、若松賤子、渡辺霞亭、上田萬年、石橋思案、幸田露伴、山田美妙、高安月郊、大町桂月、川上眉山、大橋乙羽、江見水蔭、松居松葉、堺枯川、佐佐木信綱、田山花袋、徳田秋声、泉鏡花、久留島武彦、黒田湖山、金子薫園らが書いた。小波が属した硯友社のメンバーを多く見る。
小波の多くの掲載稿の目録が、昭和女子大学近代文学研究室の『近代文学研究叢書35』（1972）に載っている。
森田思軒が英訳から重訳した『十五少年漂流記』（1899年（明治32年））は、好評で、新訳にもこの邦題を踏襲している例が多い。また、高安月郊の『山椒大夫』（1908年（明治41年））は、森鷗外の小説に先行する戯曲だった。
博文館は『少年世界』から分家する形で1900年（明治33年）に『幼年世界』を、1906年（明治39年）に『少女世界』を創刊し、小波はそれらの主筆も兼ねたが、1906年（明治39年）に実業之日本社が『日本少年』を、1914年（大正3年）に大日本雄弁会が『少年倶楽部』を、1918年（大正7年）に鈴木三重吉が『赤い鳥』を創刊するなど、後続に追い上げられた。博文館自らも、1920年（大正9年）、通俗的な『譚海』を創刊した。
『少年世界』誌の発行部数は、最盛期を過ぎた1923年（大正12年）秋（関東大震災の直後）に、3万部前後だったという。
1918年（大正7年）、巌谷小波主筆は博文館の顧問に退き、さらに1927年（昭和2年）、辞職した。
終刊の年月は、1933年（昭和8年）1月、1933年（昭和8年）10月、1934年（昭和9年）1月などと言われる。

## 復刻版
1895年（明治28年）1月の創刊号から1903年（明治36年）分までが、『名著普及会』により復刻されている。